# Aeroporto Internacional de Punta Cana
O Aeroporto Internacional de Punta Cana é um aeroporto localizado na costa oriental de República Dominicana, na cidade de Punta Cana. O aeroporto conta com um estilo de construção tradicional. Alguns terminais contam com trechos em folhas de palmeira e, segundo estatísticas oficiais, é o aeroporto com maior tráfego aéreo da República Dominicana. Se está pensando no plano de expansão, o qual inclui a adição de uma nova pista.

## Expansão
Os operadores do aeroporto tem decidido por em prática um ambicioso plano de ampliação do aeroporto. O projeto consiste em um conceito mais amplo da pista, a ampliação das atuais ruas de rodagem, uma nova torre de controle, instalação del ILS, novas frequencias de rádio e a expansão do Terminal Internacional.

### Nova pista
Devido ao incremento do tráfego aéreo, está se pensando em um futuro próximo a construção de uma nova pista, a qual seria construída ao lado norte da atual e será capaz de abrigar aeronaves de grande porte como o Airbus A380. O projeto atualmente se encontra em planejamento e  se aprovado pelo governo sua construção começaria em 2009.